# Magí Rius i Mulet
Magí Rius i Mulet   (Barcelona, 4 de juny de 1838 - 22 de desembre de 1897) fou un arquitecte català. Va obtenir el títol d'arquitecte l'any 1863 i va ser arquitecte municipal de l'Hospitalet de Llobregat, Sants i Sant Gervasi de Cassoles, on va dissenyar diverses obres públiques i privades.
L'any 1869 fou nomenat arquitecte assessor de la "Sociedad Fomento del Ensanche" i més tard de la "Sociedad Catalana General de Crédito", derivada de l'anterior. És en aquest moment quan concebí el Passatge del Crèdit a Barcelona (1875). Entre les seves obres destaquen el Convent i Església de les Escolàpies, l'església de Sant Joan de Gràcia i diversos edificis de la Casa Municipal de la Misericòrdia, de la que era arquitecte titular. El seu darrer projecte va ser l'edifici de la Duana de Barcelona.
Va participar en diferents projectes públics, com en el pla de desviament de les lleres que travessaven el Pla de Barcelona, en el jurat de l'Exposició Universal i de Belles Arts o en la Comissió de l'Eixample de l'Ajuntament de Sant Martí de Provensals (1892), en la que va promoure l'extensió de la Gran Via de les Corts Catalanes per aquest municipi.
Fou president de l'Associació d'Arquitectes de Catalunya i membre del consell de redacció de la revista de l'entitat, la Revista de la Asociación de Arquitectos de Cataluña. Fou candidat a regidor de Barcelona a petició de la Lliga de Catalunya.